# Lê Khánh Đồng
Bác sĩ Lê Khánh Đồng (1905-1976) là một trong những người sáng lập khoa Y Học Cổ Truyền của Trường Đại học Y Khoa Hà Nội và Bệnh viện Y Học Cổ Truyền Trung ương ở Việt Nam, nguyên Giám đốc Sở Y tế Nghệ An, nguyên Giám đốc bệnh viện Vinh, nguyên Trưởng phòng huấn luyện Bệnh viện Y học cổ truyền Trung ương, là một trong những người đặt nền tảng cho con cháu tiếp nối truyền thống Y Học Cổ Truyền hơn 300 năm để sau này thành lập Công ty Phòng khám Y Học Cổ Truyền Đại Gia đình DAIBIO.

## Tiểu sử
- Lê Khánh Đồng sinh năm 1905 tại xã Sơn An, huyện Hương Sơn, tỉnh Hà Tĩnh.
- Năm 1931, ông tốt nghiệp Trường Y khoa Đông Dương và được phân công công tác tại Bệnh viện Xavanakhet ở Lào. Sau đó công tác ở các bệnh viện ở Nam Định, Hà Nội.
- Năm 1946 - 1952, ông phụ trách Quân y Trung đoàn Bình Định của Việt Minh.
- Năm 1953 - 1957, ông làm Giám đốc Bệnh viện Vinh và Giám đốc Sở Y tế Nghệ An.[1]
- Năm 1957: ông cùng một số bác sĩ tâm huyết sáng lập khoa Y học cổ truyền của Trường Đại học Y Khoa Hà Nội và Bệnh viện Y học cổ truyền Trung ương.[2]
- Năm 1958 - khi nghỉ hưu: ông làm trưởng phòng huấn luyện tại Bệnh viện Y học cổ truyền Trung ương và đồng thời giảng dạy Đông Y Truyền thống Gia Truyền tại khoa Y học cổ truyền Trường Đại học Y Hà Nội.

## Sự nghiệp
- Ông là một trong số ít người sáng lập Y học cổ truyền ở Việt Nam thời kỳ hiện đại. Ông thành thạo tiếng Pháp, tiếng Trung và tiếng Nhật cũng như sáng tác nhạc và thơ văn. Những năm 1926 - 1929, ông tích cực tham gia phong trào thơ mới và cho in tập thơ "Buông" để lại nhiều ấn tượng cho độc giả cả nước, ông có tên trong Bộ Sách Thi Nhân Việt Nam của Hoài Chân - Hoài Thanh.
- Bài thơ "Tây Hồ" được sáng tác theo hình thoi với lối gieo vần rất độc đáo viết năm 1928 trong tập thơ "Buông" của ông đã có tiếng vang rất lớn trong lòng độc giả. Ngoài việc được in trong Bộ Sách Thi Nhân Việt Nam của Hoài Chân - Hoài Thanh, bài này còn được in trong Thơ ca Việt Nam - hình thức và thể loại, Hà Nội - 1968 của tác giả Bùi Văn Nguyên-Hà Minh Đức.

```
Bài thơ: Hồ Tây
```

Hà Nội, 1928 Lê Khánh Đồng 
```
Hồ
Tây Hồ
Sóng nhấp nhô
Chung quanh lặng lẽ
Mấy hàng cây điểm tô
Trên mặt nước bao nhiêu vẻ,
Mặt trời ánh chói, bóng giăng loè
Giọt nước long lay, vàng xanh đẹp đẽ
Như cái gương tròn của mỹ nữ buồng khuê,
Dội bao phong cảnh của giời đất vào một khoé
Lại xung quanh bờ, khách tình nhân gắn bó nhời thề
Có khi đôi lứa trầm luân, vì mối tơ duyên trắc trở,
Lại có kẻ trải đời gánh vác, trông đã nặng nề
Đem thân đi gửi Từ bi để ngài che chở,
Cầu lấy hạnh phúc thoả kiếp muôn đời
Đêm ngày bái lễ ở chùa Trấn Võ,
Lại có kẻ nghiên bút theo đòi,
Ấy học trò trường Bảo Hộ
Nay buồn ra bờ trông,
Hỏi hồ có nhớ
Tới lịch sử
Anh hùng
Không?
```

- Ông được tặng Huân Chương Kháng chiến chống Pháp, Huân Chương Kháng chiến Chống Mỹ hạng nhất.
- Ông luôn thể hiện là một người lạc quan luôn xem các vấn đề về Y học theo chiều hướng hiệu quả và đơn giản hóa. Ông viết sách "Châm cứu đơn giản" năm 1962, dịch "Các phương pháp chữa bệnh" của Nhật Bản năm 1969 và sách "Cây nhà lá vườn" năm 1959. Ông đã chế xuất từ thảo mộc thiên nhiên và sau này con ông là Kỹ Sư Lê Khánh Thành đã cải tiến với Công ty Phòng khám Y Học Cổ Truyền Đại Gia đình DAIBIO để tạo ra Dầu Gội Tắm Đông Y 893, Dầu Gội Tắm Đông Y DAIBIO với thành phần chính là Nước, Bồ Kết, Hương Nhu, Hoa Ngũ Sắc, Hà Thủ Ô cùng thuốc chữa các bệnh ngoài da để điều trị vẩy nến, á sừng, tổ đỉa, trứng cá, viêm da và các thuốc chữa bệnh nội khoa mãn tính. Các bộ sách cũng như các bài thuốc đông y chữa bệnh ngoài da và các bệnh nội khoa có tiếng vang rất lớn khi nó đem lại sự dễ hiểu và dễ gần của nền y học truyền thống gia truyền Đại Gia đình DAIBIO đến với bạn đọc gần xa.[4]

## Gia đình
Ông là đời thứ 20 dòng dõi Lê Thái Tổ - người sáng lập ra Nhà Hậu Lê nổi tiếng của Việt Nam. Bố ông là Lê Quý Bác - từng làm Tham Tri Bộ Lễ Triều Đình Huế. Vợ đầu của ông là Trần Thị Xuyên, sau khi bà Xuyên mất, ông lấy bà Nguyễn Thị Vàng là con gái Hoàng giáp - Thượng thư Triều Đình Huế Nguyễn Khắc Niêm (chị ruột của nhà văn hóa, bác sĩ, nhà hoạt động dân chủ nổi tiếng Nguyễn Khắc Viện). Bà Trần Thị Xuyên sinh nhà báo lão thành Lê Khánh Căn nguyên Trưởng ban Bạn Đọc Báo Nhân dân lấy ca sĩ Nghệ sĩ ưu tú Tân Nhân và có cháu GS. TSKH. Lê Khánh Châu ở Đại học Bochum CHLB Đức. GS. TSKH. Lê Khánh Châu lấy TS. Nguyễn Thanh Hoa - con gái trưởng của nhà thơ, nhà lãnh đạo cách mạng nổi tiếng Tố Hữu. Bà Nguyễn Thị Vàng sinh Nhà Báo Lê Khánh Chi, Nhà Nghiên cứu Văn Học Lê Khánh Soa, Kỹ Sư Lê Khánh Thành - người chữa các bệnh da liễu uy tín lâu năm.
Nối tiếp dòng dõi lịch sử của dòng họ Lê với các bậc Hoàng Đế Khai Quốc như Hoàng Đế Lê Thái Tổ, Hoàng Đế Lê Thánh Tông..., dòng họ Lê Ngũ chi tại Sơn An Hương Sơn Hà Tĩnh cùng dòng họ Nguyễn Khắc (dòng họ của vợ ông là bà Nguyễn Thị Vàng) đã có nhiều Danh Y của Việt Nam như Lương Y Hàn Lâm Viện Lê Nguyễn Lệ, Lương Y Tham Biện Tiểu Phủ Sứ Lê Kinh Hạp, Tham Tri Bộ Lễ Lê Khánh Lam Lê Quý Bác, Hoàng Giáp Thượng thư Nguyễn Khắc Niêm, Nhà Văn hóa Bác sĩ Nguyễn Khắc Viện, Lương Y Lê Khánh Quyền, Giáo sư Bác sĩ Lê Kinh Duệ, Bác sĩ Lê Khánh Đồng, Giáo sư Dược Sĩ Lê Khánh Trai, Đại tá Bác sĩ Lê Khắc Thiền... Đây là những người đặt nền tảng cho con cháu tiếp nối truyền thống Y Học Cổ Truyền Đại Gia đình hơn 300 năm nay.